# Industrie- und Handelsministerium der Republik Litauen
Das Industrie- und Handelsministerium der Republik Litauen (lit. Lietuvos Respublikos pramonės ir prekybos ministerija) war ein Wirtschaftsministerium in Litauen. Das Ministerium wurde 1918 gegründet.
Nach der Wiedererlangung der litauischen Unabhängigkeit entstand es aus dem restrukturierten Ministerium für Handel und materielle Ressourcen der Republik Litauen (Lietuvos Respublikos prekybos ir materialinių išteklių ministerija) aufgrund des Gesetzes vom 30. Juli 1992 ("Dėl   Lietuvos  Respublikos  prekybos  ir  materialinių  išteklių ministerijos  pertvarkymo į Lietuvos Respublikos pramonės  ir prekybos ministeriją"). Davor gab es noch das Industrieministerium Litauens und das Handelsministerium Litauens. Heute gibt es nur das Wirtschaftsministerium Litauens.

## Minister
- 1918–1919:  Jonas Šimkus (1873–1944)
- 1919–1922: Ernestas Galvanauskas, Finanz-, Handels- und Industrieminister
- 1922: Jonas Dobkevičius, Finanz-, Handels- und Industrieminister
- 1922–1923: Vytautas Petrulis, Finanz-, Handels- und Industrieminister
- 1992: Romualdas Ramoška[3]
- 1992–1993:  	Albertas Sinevičius 	(* 1943)
- 1993-Februar 1996: Kazimieras Juozas Klimašauskas	(1938–2005)
- Dezember 1996: Laima Andrikienė

## Vizeminister
- Česlovas Balsys, erster Stellvertreter des Ministers
- Raimundas Barcevičius
- Danius Rumskas